# Лий Марвин
Лий Марвин (на английски: Lee Marvin) е американски филмов актьор, роден през 1924 година, починал през 1987 година. 
С преждевременно побелялата си коса и много характерно излъчване, Марвин е сред популярните изпълнители на Холивуд от 1950-те, 1960-те и 1970-те години. Името му се свързва най-вече с изпълнението в големия хит – комедийния уестърн „Кет Балу“ (1965), за което е удостоен с награди „Оскар“ и „Златен глобус“ за най-добра мъжка роля, както и с британския приз БАФТА за най-добър чуждестранен актьор. Сред останалите му възлови главни роли са в класическите произведения „Човекът, който застреля Либърти Валънс“ (1962) на Джон Форд, „Убийците“ (1964) на Дон Сийгъл, „Мръсната дузина“ (1967) на Робърт Олдрич и „Боядисай си фургона“ (1969) на Джошуа Логан за последния от които е номиниран за „Златен глобус“.

## Биография

### Ранни години
Лий Марвин е роден на 19 февруари 1924 година в Ню Йорк сити, САЩ, в семейството на Ламонт Уолтмън Марвин и Кортни Вашингтон. Баща му, който работи на висок административен пост в рекламен отдел, е пряк потомък на първите английски заселници от 17 век по американските земи. Като дете, Лий взема уроци по цигулка. Като юноша, през свободното си време той ходи на лов в девствения тогава природен район Евърглейдс в Южна Флорида. След като е изключен за лошо поведение от няколко училища, Марвин посещава колеж в град Сейнт Лио в окръг Паско, Флорида.
В крайна сметка, той напуска колежа за да се присъедини към Американския военноморски корпус. Ранен е в битката за Сайпан по време на Втората световна война. За проявената си храброст, Лий е отличен с високото отличие – орден „Пурпурно сърце“.

## Избрана филмография
| Година | Филм                                   | Оригинално заглавие              | Роля                           | Режисьор          |
| ------ | -------------------------------------- | -------------------------------- | ------------------------------ | ----------------- |
| 1953   | Семиноли                               | Seminole                         | Сержант Магръдър               | Бъд Бетикър       |
| 1953   | Голямата жега                          | The Big Heat                     | Винс Стоун                     | Фриц Ланг         |
| 1953   | Дивият                                 | The Wild One                     | Чино                           | Ласло Бенедек     |
| 1953   | Яростна битка                          | Gun Fury                         | Блинки                         | Раул Уолш         |
| 1954   | Бунтът на кораба Кейн                  | The Caine Mutiny                 | Мийтбол                        | Едуард Дмитрик    |
| 1955   | Лош ден в Блек Рок                     | Bad Day at Black Rock            | Хектор Дейвид                  | Джон Стърджис     |
| 1962   | Човекът, който застреля Либърти Валънс | The Man Who Shot Liberty Valance | Либърти Валънс                 | Джон Форд         |
| 1963   | Рифът на Донован                       | Donovan's Reef                   | Томас Алоизиус (Боат) Гилхоули | Джон Форд         |
| 1964   | Убийците                               | The Killers                      | Чарли Стром                    | Дон Сийгъл        |
| 1965   | Кет Балу                               | Cat Ballou                       | Кид Шелийн / Тим Строун        | Елиът Силвърстейн |
| 1965   | Корабът на глупците                    | Ship of Fools                    | Бил Дени                       | Стенли Крамър     |
| 1966   | Професионалистите                      | The Professionals                | Хенри (Рико) Фардан            | Ричард Брукс      |
| 1967   | Мръсната дузина                        | The Dirty Dozen                  | майор Джон Рейсман             | Робърт Олдрич     |
| 1969   | Боядисай си фургона                    | Paint Your Wagon                 | Бен Рамсън                     | Джошуа Логън      |
| 1972   | Джобни пари                            | Pocket Money                     | Леонард                        | Стюарт Розенберг  |
| 1980   | Голямата червена единица               | The Big Red One                  | Сержантът                      | Самюъл Фулър      |
| 1986   | Делта Форс                             | The Delta Force                  | полковник Ник Александър       | Менахем Голан     |